# Eleni Bastea
Eleni Bastea, griechisch Ελένη Μπαστέα, (* 20. Jahrhundert in Thessaloniki; † 12. Januar 2020) war eine griechische Kunst- und Architekturhistorikerin.
Bastea studierte zunächst Kunstgeschichte am Bryn Mawr College und schloss das Studium mit dem B.A. ab. Daran schloss sie ein Studium in Architektur an (Abschluss mit dem M.A. 1982) und wurde mit einer Dissertation zur modernen Planung der Stadt Athen 1989 zum Ph.D. in Architekturgeschichte an der University of California at Berkeley promoviert. Nach einer Assistant Professorship an der Washington University in St. Louis war sie ab 2001 Regents Professor of Architecture und Director of the International Studies Institute an der University of New Mexico. Für die englische Buchfassung ihrer Dissertation erhielt sie im Jahr 2000 den John D. Criticos Prize (zusammen mit Gonda Van Steen).
Bastea war außerdem schriftstellerisch tätig (Kurzgeschichten und Gedichte).

## Schriften (Auswahl)
- The Creation of Modern Athens. Planning the Myth. Cambridge University Press, Cambridge u. a. 2000, ISBN 0-521-64120-9.
  - Griechische Fassung: Αθήνα 1834–1896. Νεοκλασική πολεοδομία και ελληνική εθνική συνείδηση. Libro, Athen 2008, ISBN 978-960-490-084-8.
- als Herausgeberin: Memory and Architecture. University of New Mexico Press, Albuquerque NM 2004, ISBN 0-8263-3269-2.